# Archie Gemmill
Archibald „Archie“ Gemmill (* 24. März 1947 in Paisley, Schottland) ist ein ehemaliger schottischer Fußballspieler, der mit Derby County und Nottingham Forest drei englische Meisterschaften gewann.

## Karriere

### FC St. Mirren
Gemmills erste Station als Spieler beim schottischen Erstligisten FC St. Mirren verlief aufgrund vieler Verletzungen unbeständig. In seiner letzten Saison für seine Mannschaft stieg St. Mirren als Tabellenvorletzter in die zweite Liga ab. Archie Gemmill wechselte daraufhin für £13.000 zum englischen Zweitligisten Preston North End.

### Preston North End
In der Saison 1967/68 landete Preston North End lediglich auf dem drittletzten Tabellenplatz und zitterte lange um den Klassenerhalt. Nach einem Platz im Mittelfeld im folgenden Jahr stieg Gemmill mit seinem Team in der Spielzeit 1969/70 als Tabellenletzter in die dritte Liga ab. Gemmill hatte inzwischen das Trainerduo von Derby County auf sich aufmerksam gemacht. Trainer Brian Clough und sein Assistenztrainer Peter Taylor waren von seinen Qualitäten überzeugt und verpflichteten ihn für ihre Mannschaft.

### Derby County
Der neue Trainer Brian Clough hatte mit Derby County 1968/69 den Aufstieg in die Football League First Division geschafft und anschließend als Aufsteiger überraschend den vierten Tabellenplatz belegt. In der ersten Saison mit Archie Gemmill erreichte die Mannschaft lediglich Platz 9, doch 1971/72 gelang dem Team der große Wurf mit dem Gewinn der englischen Meisterschaft. Traditionsreichere Mannschaften wie Leeds United, der FC Liverpool und Manchester City wurden knapp geschlagen und auf die Plätze verwiesen. Als Meister im Europapokal der Landesmeister 1972/73 startberechtigt, erreichte die Mannschaft das Halbfinale und scheiterte erst dort am italienischen Meister Juventus Turin um Dino Zoff, Fabio Capello und Helmut Haller.
Nachdem Trainer Brian Clough aufgrund schwerer Differenzen mit dem Vorstand den Verein verlassen musste, belegte Derby 1973/74 den dritten Platz. In der Football League First Division 1974/75 folgte dann der zweite Meistertitel nach 1972. Unter dem neuen Trainer Dave Mackay konnte Archie Gemmill weiterhin als Stammspieler für seinen Verein tätig sein und seinen Teil zum Titel beitragen. Im Europapokal der Landesmeister 1975/76 folgte diesmal jedoch das frühe Aus in der 2. Runde. Der spanische Meister Real Madrid wurde im Hinspiel zu Hause mit 4:1 besiegt, doch das Rückspiel geriet zu einem Desaster. Nach dem 1:5 nach Verlängerung war der englische Meister ausgeschieden. Nach einem enttäuschenden Platz 15 in der Saison 1976/77 wechselte Gemmill zum neuen Verein seines früheren Trainers Brian Clough und schloss sich Nottingham Forest an.

### Nottingham Forest
Bereits im ersten Jahr in Nottingham konnte er seinen dritten Meistertitel feiern. Forest gelang das Kunststück, als Aufsteiger die Meisterschaft in der First Division 1977/78 zu gewinnen. Gemmill kam auch hier in über 30 Ligaspielen zum Einsatz und erzielte drei Tore. Als Krönung gelang ihm und seinem Team im Landesmeistercup 1979  der erste Finaleinzug. Forest traf im Finale von München auf den schwedischen Meister Malmö FF und besiegte diesen durch ein Tor von Trevor Francis mit 1:0. Gemmill musste dieses Spiel jedoch 90 Minuten lang von der Ersatzbank aus betrachten, da Brian Clough ihn nicht aufgestellt hatte. Vor allem aufgrund dieser Maßnahme des Trainers und folgenden Dissonanzen entschied er sich nach der Saison zu einem Vereinswechsel.

### Birmingham City
Der Verein aus Birmingham spielte 1979/80 nur in der zweiten Liga, schaffte jedoch durch einen dritten Tabellenplatz aufgrund der besseren Tordifferenz vor dem FC Chelsea den Aufstieg in die First Division. Das folgende Jahr brachte einen Platz im Mittelfeld der Tabelle und die Spielzeit 1981/82 einen lange währenden Abstiegskampf, der letztendlich durch Platz 16 erfolgreich absolviert werden konnte.
Gemmill war jedoch bereits Anfang 1982 während der Saison in die North American Soccer League zu Jacksonville Tea Men gewechselt. Dort verbrachte er eine Spielzeit, ehe er zurück nach England wechselte. Sein ehemaliger Teamkamerad Larry Lloyd hatte inzwischen das Traineramt beim Drittligisten Wigan Athletic übernommen und überzeugte ihn von einem Wechsel. Sein dortiger Aufenthalt war jedoch nicht von Dauer, denn nach nur elf Spielen schloss er sich seinem Ex-Verein Derby County an. Dort hatte Peter Taylor nach seiner Demission bei Nottingham Forest den Trainerposten übernommen und anschließend Gemmill verpflichtet.
Nach einer durchschnittlichen Saison 1982/83 für seinen inzwischen nur noch in der zweiten Liga spielenden Verein folgte 1983/84 der Absturz in die dritte Liga. Nach dieser wenig erfreulichen Spielzeit beendete Archie Gemmill seine erfolg- und titelreiche Spielerlaufbahn.

### Schottische Nationalmannschaft
In 43 Länderspielen für Schottland konnte er acht Tore erzielen und gehörte auch zur Nationalmannschaft, die 1978 an der Fußball-Weltmeisterschaft teilnahm. Zum „Volkshelden“ avancierte er durch zwei Tore im Vorrundenspiel gegen die Niederlande (Endstand 3:2), was auch in dem Film Trainspotting gewürdigt wird („Phew, I haven’t felt that good since Archie Gemmill scored against Holland in 1978!“). Speziell sein legendäres Tor zum 3:1 ist noch heute den meisten schottischen Fußballfans in Erinnerung und wurde zu einem der besten Tore aller Zeiten gewählt.

## Diverses
Sein in der Zeit bei Derby County geborener Sohn Scot Gemmill folgte ihm 1990 als Spieler bei Nottingham Forest und ab 1995 auch in der schottischen Nationalmannschaft. 2012 wurde Gemmill in die Scottish Sports Hall of Fame aufgenommen.

## Titel
- Englischer Meister: 1972, 1975, 1978
- Landesmeisterpokal: 1979
- Ligapokal: 1979
- Europäischer Supercup: 1979